# Tai-txi-txuan
El tai-txi-txuan, taijiquan o també anomenat taitxí (en xinès simplificat 太极拳, en xinès tradicional 太極拳, en pinyin tàijíquán, en Wade-Giles t'ai chi ch'üanen, literalment "combat segons la suprema polaritat"), és una art marcial xinesa "interna" (neijia). Els seus practicants afirmen que els proporciona molts beneficis, incloses millores en la salut i la longevitat.
El tai-txi-txuan comprèn una sèrie de moviments lents, i és practicat cada matí per grups de gent en centenars de parcs per tota la Xina i, cada cop més, en altres parcs de tot el món. En les classes de tai-txi s'ensenya a conèixer el propi equilibri i allò que l'afecta, a reconèixer iguals dins dels altres, i l'estima del valor pràctic en la capacitat de moderar comportaments extrems i l'actitud en els nivells mental i físic.

## Visió general
Mentre els seus practicants consideren històricament que principalment és un estil d'art marcial, el tai-txi-txuan és també conegut com un art de meditació en moviment. La teoria i la pràctica del tai-txi és formulada d'acord amb molts dels principis de la medicina tradicional xinesa. A més l'entrenament del tai-txi aporta beneficis generals a la salut i millora els atributs per gestionar l'estrès en els nivells inicials i intermedis, moltes intervencions terapèutiques al llarg de línies de medicina tradicional xinesa són ensenyades als estudiants de tai-txi avançats en les escoles tradicionals. El tai-txi-txuan com un entrenament físic es caracteritza per l'ús de nivell a través de conjunts basats en la coordinació i la relaxació més que en la tensió muscular.

## Entrenament i tècniques
La pràctica del tai-txi-txuan requereix diferents tipus d'entrenaments:
1. La pràctica de la forma de mà buida i les d'armes.
2. La pràctica d'exercicis de qigong.
3. La pràctica d'exercicis de tècnica bàsica en els quals s'assagen els principis del moviment en el tai-txi-txuan.
4. Exercicis en parella o tuishou.
5. Estudi de les aplicacions marcials de les formes.

Aquests tipus d'entrenaments es poden ampliar segons l'estil i el coneixement del mestre i la importància que doni als diferents aspectes de la pràctica.

## Estils i història

### Arbre familiar
```
FIGURES LLEGENDÀRIES

|

Zhang Sanfeng
*
sobre el segle XII
WUDANG KUNGFU i 
NEI JIA

|

Tai Yi Zhenren
*
|

Ma Yun Cheng
*
|

Wang Zongyue
*
TAIJIQUAN
|

Zhang Song Xi
*
|

LES 5 PRINCIPALS FAMÍLIES D'ESTILS CLÀSSICS

|
Chen Wang Ting
1600-1680 9a generació Chen

ESTIL CHEN

|
+---------------------------------------------------+
| |

Chen Xangxing
 
Chen Youben

1771-1853 14a generació Txen Sobre el 1800 14a generació Txen
Chen Forma Antiga (Lao Jia) Chen Nova Forma (Xin Jia)
| |

Yang Luchan
 
Chen Qingping

1799-1872 1795-1868

ESTIL YANG
 Chen Forma curta, Forma Zhao Bao
| |
+---------------------+-------------------------+ |
| | | |

Yang Xianhou
 
Yang Panhou
 
Wu Yu-shiang

1839-1917 1837-1892 1812-1880
| Forma Curta Yang 
ESTIL WU/HAO

| | |

Yang Xeng-fu
 
Wu Xuan-yü
 
Li Yiyu

1883-1936 1834-1902 1832-1892

Forma llarga Yang
 | |
| 
Wu Qian-txuan
 
Hao Wei-Chen

| 1870-1942 1849-1920
| 
Estil WU
 |
| 
Forma 108
 |
| | 
Sun Lu-tang

| | 1861-1932
| | 
ESTIL SUN

| |
| | 

FORMES MODERNES
 |
| | Llinatge Txen Forma Antiga
| | |
| Cheng Wing-kwong Qi Min-Txuan
| ????-???? | ????-????
| | |
+----+-------------+ | |
| | | |

Zheng Man-txing
 | 
Zheng Tin-hung

1901-1975 | 1930
Forma Curta (37) | ESTIL WUDANG
|
Comissió Xinesa d'Esports
1956
Pequín 
Forma 24

.
.
1989

Forma de competició 42 moviments
 (combinat des dels estils Sun, Wu, Chen, i Yang)
```

## Tai-txi-txuan en el present

### Formes modernes
Per tal d'estandarditzar el tai-txi-txuan per a l'exercici diari dels seus ciutadans, i a causa que molts professors abandonaven l'ensenyament, l'any 1949 el règim comunista xinès en demanà una reforma. D'aquesta manera el Comitè d'Esports Xinès va reunir quatre experts de tai-txi que truncaren la forma de mans de la família Yang a la (Forma Simplificada) postures de tai-txi-txuan de 24 moviments el 1956. Així volien retenir d'alguna manera els principis essencials del tai-txi-txuan.
Altres formes són les de 48, 24 i 108 formes.

## Llista d'armes utilitzades en el tai-txi-txuan d'armes
- Els bastons curts.
- L'espasa.
- El ventall.
- La perxa.
- El sabre.

## Tai-txi com una forma de la medicina tradicional xinesa
Metges xinesos tradicionals han trobat que la pràctica del tai-txi a llarg termini té efectes favorables sobre la promoció del control i l'equilibri, flexibilitat i salut cardiovascular i redueix el risc d'infarts en ancians. Els estudis també afirmen que redueix el dolor, l'estrès i l'ansietat. Uns altres estudis han indicat que la funció cardiovascular i respiratòria, així com aquells que havien sofert intervencions de derivació d'artèria coronària milloren considerablement. Pacients que també es beneficien de la pràctica del Tai-Txi són aquells que pateixen insuficiència cardíaca, pressió arterial alta, atacs de cor, artritis i esclerosi múltiple (Vegeu les citacions de recerca que es llisten a sota).

### Recursos sobre recerca mèdica
- Wolf SL, Sattin RW, Kutner M. Intense tai chi exercise training and fall occurrences in older, transitionally frail adults: a randomized, controlled trial. J Am Geriatr Soc. 2003 Dec; 51(12): 1693-701. PMID: 14687346
- Wang C, Collet JP, Lau J. The effect of Tai Chi on health outcomes in patients with chronic conditions: a systematic review. Arch Intern Med. 2004 Mar 8;164(5):493-501. PMID: 15006825